# Salmon-Kliff
Das Salmon-Kliff ist ein Felsenkliff an der Borchgrevink-Küste des ostantarktischen Viktorialands. Es ist neben dem Roberts- und dem Shear-Kliff eines der drei markanten Kliffs südlich des Seabee Hook auf der Westseite der Hallett-Halbinsel.
Teilnehmer einer von 1957 bis 1958 dauernden Kampagne im Rahmen der New Zealand Geological Survey Antarctic Expedition benannten es nach dem britisch-neuseeländischen Physiker Kenneth James Salmon (* 1926), wissenschaftlicher Leiter der Hallett-Station im Jahr 1958.